# Brad Renfro
Brad Barron Renfro (25. juli 1982 – 15. januar 2008) var en amerikansk skuespiller. Han havde sin filmdebut i 1994 med The Client, som kun 12 år gammel. Han optrådte i 24 film og flere TV-serier i løbet af karrieren.

## Liv og karriere
Brad Renfro blev født i Knoxville, Tennessee, søn af Angela og Mark Renfro. Han blev opdraget af sin bedstemor, Joanne Renfro, som var en menighedssekretær.
Renfro var 10 år gammel da han blev opdaget af Mali Finn, en talentspejder for Joel Schumacher. Castet af Finn for Schumachers The Client, spillede Renfro sammen med Susan Sarandon og Tommy Lee Jones. Filmen var baseret på bestseller romanen af John Grisham og blev en af de mest indbringende film i 1994. Renfro fik en række nye skuespillertilbud, deriblandt i filmene Ghost World og Bully fra 2001 og The Jacket fra 2005 med Keira Knightley og Adrien Brody. Han spillede også rollen som Huck Finn i filmen Tom and Huck fra 1995 med Jonathan Taylor Thomas.
I 1995 vandt han Hollywood Reporters "Young Star"-pris, og blev nomineret til en af People-magasinets "Top 30 Under 30". Renfro dukkede også op i en episode af Law & Order: Criminal Intent og nåede at fuldføre sin rolle i The Informers.
I 2006 tilbragte han 10 dage i fængsel, dømt skyldig i at have kørt bil i påvirket tilstand og brug af heroin.

### Dødsfald
Renfro døde 15. januar 2008 i en lejlighed i Los Angeles, hvor han havde tilbragt natten sammen med venner. Skuespilleren døde af en overdosis heroin. Der er ikke tegn på at Renfro havde i sinde at begå selvmord, hvorfor hans død betegnes som et uheld.[kilde mangler]

## Filmografi
| År   | Film                    | Rolle                  |
| ---- | ----------------------- | ---------------------- |
| 1994 | The Client              | Mark Sway              |
| 1995 | Tom and Huck            | Huck Finn              |
| 1995 | The Cure                | Erik                   |
| 1996 | Sleepers                | Young Michael Sullivan |
| 1997 | Telling Lies in America | Karchy Jonas           |
| 1998 | Apt Pupil               | Todd Bowden            |
| 2001 | Bully                   | Marty Puccio           |
| 2001 | Tart                    | William Sellers        |
| 2001 | Ghost World             | Josh                   |
| 2002 | American Girl           | Jay Grubb              |
| 2002 | Deuces Wild             | Bobby                  |
| 2005 | The Jacket              | The Stranger           |
| 2006 | 10th and Wolf           | Vincent                |
| 2008 | The Informers           | Jack                   |